# Lophiocarpaceae
Lophiocarpaceae  é uma família de plantas com flor, formada por por espécies subarbustivas e herbáceas, nativas da África subsariana até ao Sudoeste da Ásia.
É uma família reconhecida há pouco tempo, através do trabalho do Angiosperm Phylogeny Group, através do sistema APG III, com vista a lidar com dificuldades filogenéticas de longa data em colocar vários géneros na ordem Caryophyllales.

## Géneros
Esta família, segundo o sistema APG III, possui dois géneros:
- Corbichonia Scopoli
- Lophiocarpus Turczanowicz

Anteriormente, o género Lophiocarpus era colocado na família Phytolaccaceae e o género Corbichonia na família Molluginaceae.